# ماريان خوري
ماريان خوري، منتجة ومخرجة مصرية، من مواليد القاهرة في 2 أكتوبر 1958، دخلت مجال السينما كمنتجة ومخرجة على الرغم من خلفيتها التعليمية في الاقتصاد بالقاهرة وأكسفورد، إلا أنها سرعان ما انجذبت ماريان نحو عالم السينما بعد تخرجها. واستمر تعاونها الوثيق مع المخرج المصري الكبير يوسف شاهين - وهي ابنه شقيقته - لما يقرب من ثلاثين عامًا. وتعد ماريان خورى امتدادا لصانعات الفن السينمائى في مصر وواحدة من مبدعاته.

## رحلتها
حصلت على درجة البكالوريوس في الاقتصاد والعلوم السياسية من الجامعة الأمريكية بالقاهرة عام 1980، ثم حصلت على الماجستير في علوم الاقتصاد من جامعة اكسفورد بالمملكة المتحدة عام 1982. شاركت في إدارة شركة أفلام مصر العالمية (يوسف شاهين وشركاه) منذ 1984، وعملت كمنتجة منفذة لعدد كبير من الأفلام مع المخرج يوسف شاهين.
لم توفق ماريان خوري في مشروعها الأول «سينما نيا» الذي كانت قد أنشأته بأحد المولات، ولكن لم تيأس، بل سارعت لتبنى فكرة ابنها يوسف بانشاء مشروع سينمائى بوسط البلد يعيد للشباب إلى سينما مختلفة لا يسمع عنها سوى في المهرجانات، وهي سينما زاوية.
اعتمدت ماريان في مشروعاتها  الإخراجية على سرد حكايات الناس فبدأت مشوارها الإخراجي بفيلم «زمن لورا» عام 1999 تلاها فيلم «عاشقات السينما» 2002 ويكشف هذان الفيلمان التسجيليان عن إنجازات النساء المتمردات في مصر منذ حوالي قرن وحصل الفيلمان على إشادات نقدية إيجابية.
وقد ركز– فيلمها التسجيلي الثالث  «ظلال» - على التصورات الفردية والمجتمعية تجاه المرضى العقليين، بما أثار تساؤلات حول مفهوم «الجنون» ذاته. وقد حاز «ظلال» إعجاب النقاد، وكان عرضه العالمي الأول في مهرجان فينيسيا السينمائي لعام 2010

## إنجازات
فازت بجائزة «الاتحاد الدولي لنقاد السينما» في مهرجان دبي السينمائي لعام 2010، وحصلت أيضا عن فيلمهما التسجيلي «ظلال»، على جائزة «قناة الراي الإيطالية» في دورة عام 2011 لمهرجان الأفلام التسجيلية الدولي من البحر المتوسط والشؤون الراهنة.
شغلت منصب رئيسة لجنة تحكيم مسابقة أفلام مهرجان «كام» لتوثيق أفلام الثورة المصرية «ثورة 25 يناير». وهي منتجة ورئيسة لمهرجان هو «بانورما الفيلم الأوروبى». واختيرت ماريان خورى كأول مصرية في عضوية لجنة التحكيم في مهرجان كان السينمائي 2012. كما اختارتها إدارة مهرجان دبى السينمائى في دورته ال13، لعضوية لجنة تحكيم مسابقتها الرسمية.
تم تكريمها في مهرجان أسوان الدولي لأفلام المرأة لعام 2018. كما فاز فيلمها «احكيلى»، بجائزة الجمهور التي تحمل اسم الناقد والمدير الفني الراحل يوسف شريف رزق الله، وتمنح لأحد أفلام المسابقة الدولية، وأعلن ذلك في حفل ختام الدورة 41 لمهرجان القاهرة السينمائي، المقام نوفمبر 2019 في دار الأوبرا المصرية.

## فيلموغرافيا[3]

### إنتاج
| - الوداع يا بونابرت (1985) - اليوم السادس (1986) - سرقات صيفية (1988) - إسكندرية كمان وكمان (1990) - شحاتين ونبلاء (1991) | - سكوت ح نصور (2001) - عاشقات السينما (2002) - سيدة القصر (2002) - أسطورة روزا اليوسف (2002) - المرأة شجاعة (2003) | - فاما... بطولة بلا مجد (2004) - عندما تغني المرأة (2004) - على خطى النسيان (2004) - دموع الشيخات (2004) - دردشة نسائية (2004) | - حكايات الراي (2004) - أرض النساء (2004) - هي فوضى (2007) - مصرية (2017) - بهية (2017) |  |

### إخراج
- سرقات صيفية (1988)
- زمن لورا (1999)
- عاشقات السينما (2002)
- ظلال (2010)
- إحكيلي (2019)

### تأليف
- إحكيلي (2019)
- ظلال (2010)

### تمثيل
- إحكيلي (2019)